# 32e congrès fédéral du Parti socialiste ouvrier espagnol
Le XXXIIe congrès fédéral du Parti socialiste ouvrier espagnol (en espagnol : XXXII Congreso Federal del Partido Socialista Obrero Español) est un congrès du Parti socialiste ouvrier espagnol (PSOE), organisé du 9 au 11 novembre 1990 afin d'élire la commission exécutive et d'adopter la motion d'orientation politique et les nouveaux statuts.
Felipe González, secrétaire général du PSOE depuis 1974, est réélu pour un septième mandat.

## Contexte
Le congrès se tient quelques mois après le succès enregistré par le Parti socialiste aux élections parlementaires d'Andalousie. Il est marqué par un affrontement entre le vice-secrétaire général Alfonso Guerra et plusieurs personnalités éloignées de l'appareil, qui dénoncent la mainmise de Guerra sur celui-ci et une direction trop monolithique et pas assez ouverte au débat, comme Carlos Solchaga ou Javier Solana.

## Candidat au secrétariat général
| Candidat | Candidat | Candidat                 | Fonction politique récente                                                       |
| -------- | -------- | ------------------------ | -------------------------------------------------------------------------------- |
|          |          | Felipe González (48 ans) | Président du gouvernement (depuis 1982) Secrétaire général du PSOE (depuis 1974) |

## Déroulement
Le congrès est convoqué les 9, 10 et 11 novembre 1990.
Dans le cadre de la motion d'orientation, trois textes politiques sont présentés : 
- « Manifeste pour l'an 2000 », coordonné par Alfonso Guerra ;
- Motion d'organisation, coordonnée par Txiki Benegas ;
- Motion municipale, coordonnée par Abel Caballero.

## Résultats
Le 11 novembre, Felipe González est réélu secrétaire général : sa liste pour la commission exécutive fédérale reçoit le soutien 100 % des délégations des fédérations territoriales et celle pour le comité fédéral obtient 88,8 %. Le courant interne Gauche socialiste (IS) est exclu du comité fédéral pour la première fois depuis sa constitution en 1983, faute d'avoir constitué une liste de consensus avec Felipe González puis d'avoir franchi le seuil électoral requis de 20 % des suffrages exprimés avec sa propre liste de candidats.

### Composition de la commission exécutive
Les principaux postes de responsabilité restent entre les mains de proches d'Alfonso Guerra, la rénovation au profit de personnalités plus favorables au débat interne et à l'ouverture du PSOE sur la société civile se faisant au compte-goutte et au sein du collège des secrétaires exécutifs, sans fonction attribuée
| Commission exécutive fédérale                     | Commission exécutive fédérale |
| ------------------------------------------------- | ----------------------------- |
| Président                                         | Ramón Rubial                  |
| Secrétaire général                                | Felipe González               |
| Vice-secrétaire général                           | Alfonso Guerra                |
| Secrétaire à l'Organisation                       | Txiki Benegas                 |
| Secrétaire à l'Administration et aux Finances     | Guillermo Galeote             |
| Secrétaire aux Affaires économiques et syndicales | Francisco Fernández Marugán   |
| Secrétaire aux Mouvements sociaux                 | Alejandro Cercas              |
| Secrétaire aux Relations internationales          | Elena Flores                  |
| Secrétaire à la Politique institutionnelle        | Abel Caballero                |
| Secrétaire à la Culture et à l'Éducation          | Salvador Clotas               |
| Secrétaire à la Formation                         | José Félix Tezanos (es)       |
| Secrétaire à la Participation des femmes          | Josefa Pardo (es)             |
| Secrétaire exécutif                               | José Bono                     |
| Secrétaire exécutif                               | Raimon Obiols                 |
| Secrétaire exécutif                               | Juan Manuel Eguiagaray        |
| Secrétaire exécutif                               | Ludolfo Paramio (es)          |
| Secrétaire exécutif                               | Jerónimo Saavedra             |
| Secrétaire exécutif                               | Manuel Chaves                 |
| Secrétaire exécutif                               | Ramón Aguiló (es)             |
| Secrétaire exécutif                               | Soledad Pérez                 |
| Secrétaire exécutif                               | Josefa Frau (es)              |
| Secrétaire exécutif                               | Florencio Campo               |
| Secrétaire exécutif                               | Carmen Hermosín               |
| Secrétaire exécutif                               | Matilde Fernández             |
| Secrétaire exécutif                               | Enrique Múgica                |
| Secrétaire exécutif                               | José María Maravall           |
| Secrétaire exécutif                               | José Acosta (es)              |
| Secrétaire exécutif                               | Antonio García Miralles       |
| Secrétaire exécutif                               | Carmen García Bloise          |
| Secrétaire exécutif                               | Josep Maria Sala (ca)         |